# Moczydły-Dubiny
Moczydły-Dubiny [mɔˈt͡ʂɨdwɨ duˈbinɨ] est un village polonais de la gmina de Perlejewo dans le powiat de Siemiatycze et dans la voïvodie de Podlachie.